# Kanton Melun-Sud
Kanton Melun-Sud is een voormalig kanton van het Franse departement Seine-et-Marne. Het kanton maakte deel uit van het arrondissement Melun.
 Het werd opgeheven bij decreet van 18 februari 2014 met uitwerking in maart 2015.

## Gemeenten
Het kanton Melun-Sud omvatte de volgende gemeenten:
- Livry-sur-Seine
- La Rochette
- Melun (deels, hoofdplaats)